# مگس‌مرغ شاه‌پسند
مگس‌مرغ شاه‌پسند (نام علمی: Mellisuga minima) یک گونه مگس‌مرغ است که در هیسپانیولا (شکاف بین جمهوری دومینیکن و هائیتی) و جامائیکا یافت می‌شود. زیستگاه طبیعی آن جنگل‌های پهن‌برگ نمناک گرمسیری و نیمه‌گرمسیری و جنگل‌های پیشین به شدت تخریب شده‌است.
دو زیرگونه شناخته شده‌است:
- M. m. minima (Linnaeus، ۱۷۵۸) - در جامائیکا
- M. m. vielloti (شاو، ۱۸۱۲) - در هیسپانیولا و جزایر پیرامون

## ویژگی‌ها
این پرنده پس از مگس‌مرغ زنبوری، دومین پرنده کوچک جهان به‌شمار می‌رود. طول معمولی آن ۶ سانتی‌متر (۲٫۴ اینچ)، با نوک، و وزن ۲–۲٫۴ گرم (۰٫۰۷۱–۰٫۰۸۵ اونس) است. همچنین یکی از کوچک‌ترین تخم‌های پرندگان با طول میانگین ۱ سانتی‌متر (۰٫۳۹ اینچ) و وزن ۰٫۳۷۵ گرم است.

## نگارخانه

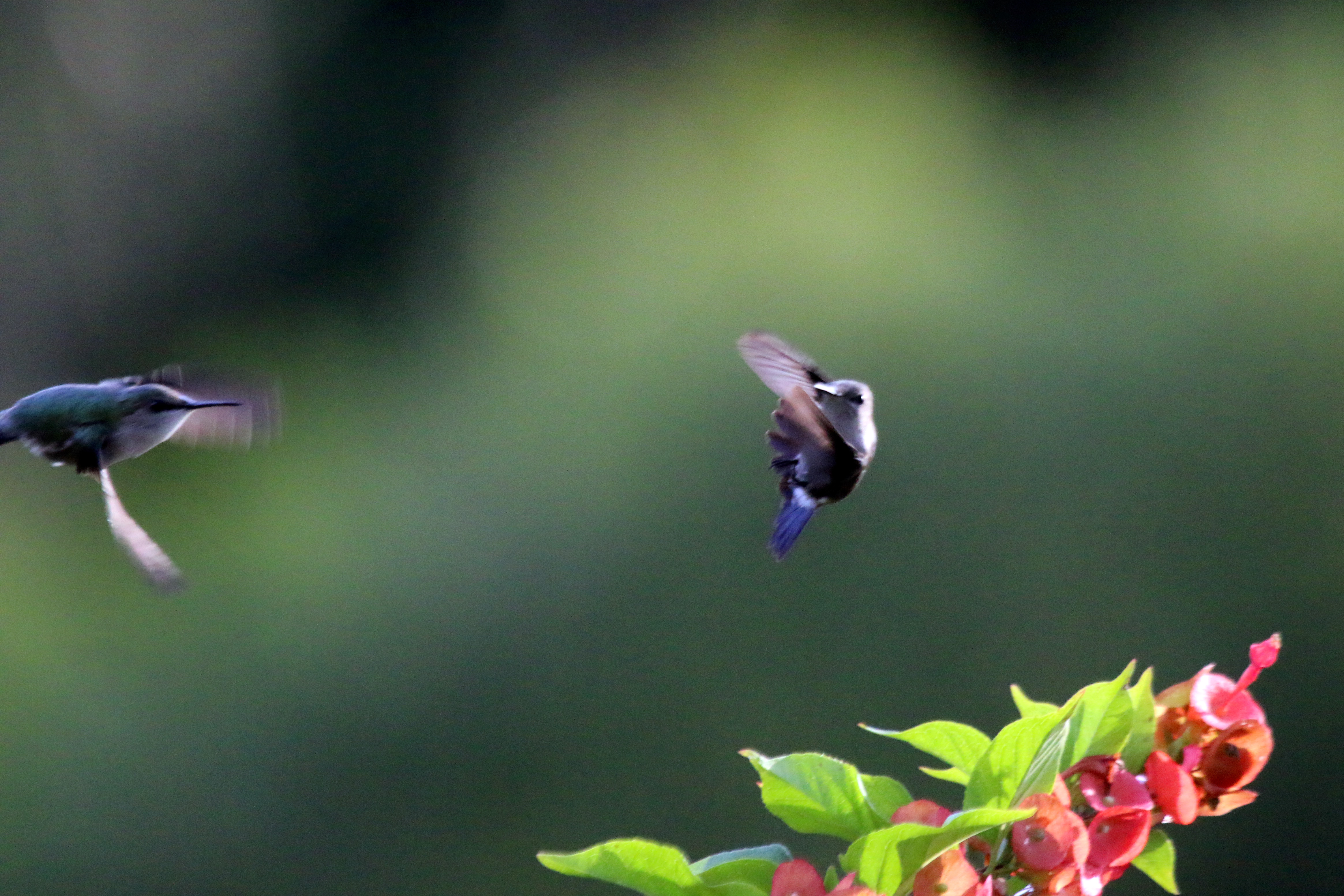
نمایش جنسی، جامائیکا
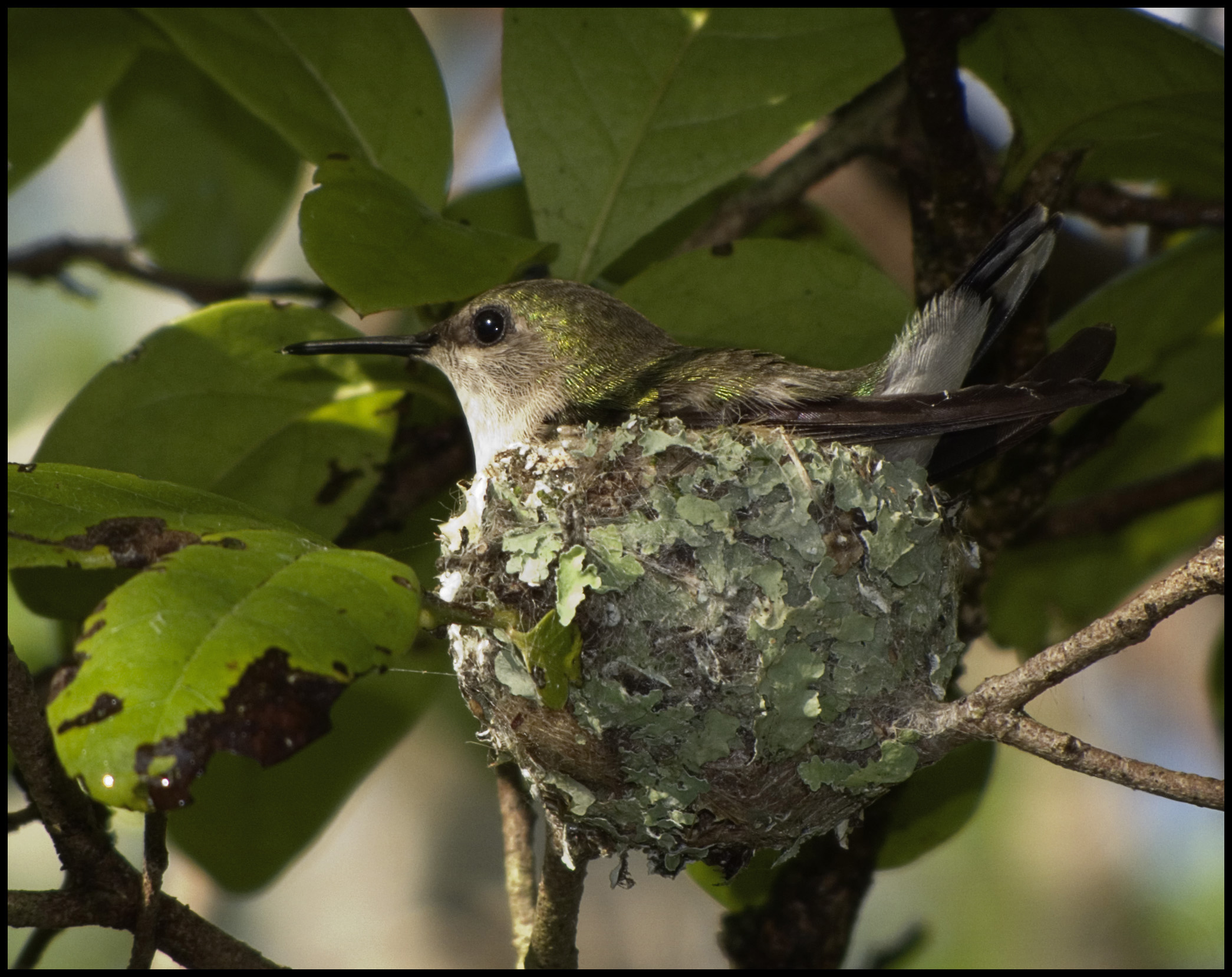
روی آشیانه
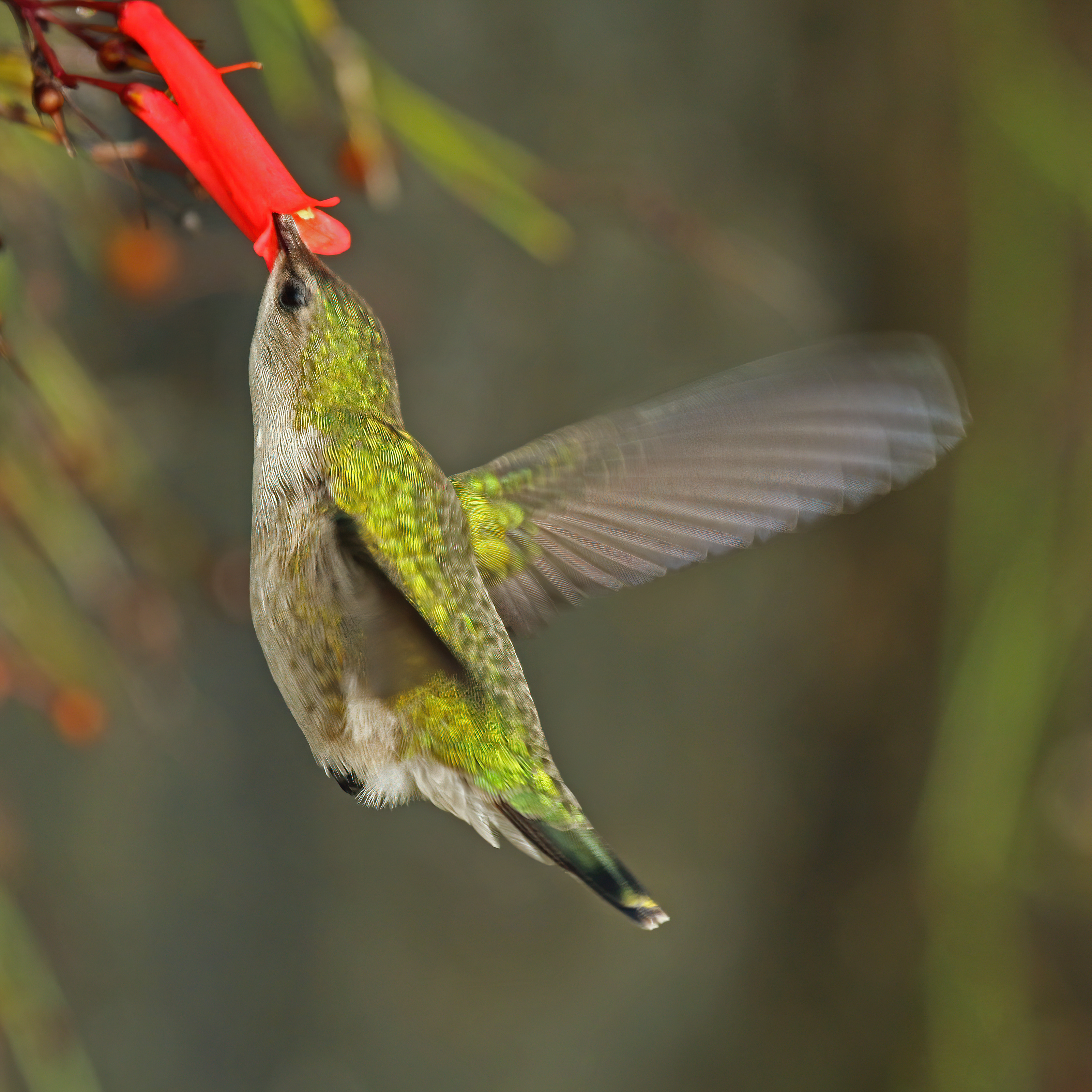
تغذیه، جامائیکا